# Міякібашевська сільська рада
Міякіба́шевська сільська рада (рос. Миякибашевский сельский совет) — муніципальне утворення у складі Міякинського району Башкортостану, Росія. Адміністративний центр — село Анясево.

## Населення
Населення — 1312 осіб (2019, 1531 в 2010, 1738 в 2002).

## Склад
До складу поселення входять такі населені пункти:
| Населений пункт           | Населення, осіб (2002) | Населення, осіб (2010) |
| ------------------------- | ---------------------- | ---------------------- |
| 2-е Міякібашево, присілок | 90                     | 56                     |
| Анясево, село             | 938                    | 921                    |
| Дніпровка, присілок       | 115                    | 80                     |
| Кашкарово, присілок       | 86                     | 58                     |
| Максимовка, присілок      | 2                      | 2                      |
| Ніколаєвка, присілок      | 25                     | 13                     |
| Новоалексієвка, присілок  | 15                     | 8                      |
| Новий Мир, присілок       | 355                    | 304                    |
| Урняк, присілок           | 112                    | 89                     |